# Svikmøllen
 Der er for få eller ingen kildehenvisninger i denne artikel, hvilket er et problem. Du kan hjælpe ved at angive troværdige kilder til de påstande, som fremføres i artiklen.

Svikmøllen er en humoristisk årskavalkade af Danmarks bedste bladtegnere og tekstforfattere. Satirehæftet udkommer hvert år før jul, og omhandler små og store begivenheder, der er sket i løbet af året, i Danmark og ude i verden. Fokus er på politik, kongehus og kulturliv, men danskernes livsstil kræver også et satirisk serviceeftersyn.
Mange bruger Svikmøllen som en årlig gave til sig selv juleaften, mens andre bruger den som mandelgave. 2014-udgaven var årgang nr. 100.
Nuværende redaktør er Søren Anker Madsen.
Svikmøllen udgives af Lindhardt & Ringhof, som er en del af Egmontkoncernen. Lademann var udgiver, før Egmont overtog forlaget. Gyldendal udgav i 125 år konkurrenten Blæksprutten, som dog gik ind i 2014. I folkemunde hed det sig om den redaktionelle linje på de to satirehæfter, at Blæksprutten var Tivoli, mens Svikmøllen var Bakken.

## Yndlingsofre gennem tiden
Hvert år kårer Svikmøllen et yndlingsoffer ved en højtidelig ceremoni med taler. Siden 2019 har det været i showet ÅRET DER GAK på TV2 Charlie. Før 1993 var prismodtagerne blandt andre Henry Grünbaum, Anker Jørgensen, Ritt Bjerregaard, Poul Hartling, H.K.H. Prins Henrik, Vivi Flindt, Niels Matthiasen, SV-regeringen, Preben Møller Hansen, Ulf Pilgaard & Claus Ryskjær, Archibald & Simon Spies, Poul Schlüter, Britta Schall Holberg, Otto Leisner, Kjeld Olesen, Niels Helveg Petersen, Christian Christensen, Kresten Poulsgaard og Henrik Voldborg.
- 1993 Brian Nielsen
- 1994 Jacob Haugaard
- 1995 Poul Nyrup Rasmussen
- 1996 Jytte Hilden
- 1997 Hans Engell
- 1998 Svend Auken
- 1999 Peter Brixtofte
- 2000 Peter Aalbæk Jensen
- 2001 Birthe Rønn Hornbech
- 2002 Kurt Thorsen
- 2003 Lene Espersen
- 2004 Don Ø
- 2005 Flemming Hansen
- 2006 Jens Rohde
- 2007 Asmaa Abdol-Hamid
- 2008 Anne-Mette Rasmussen
- 2009 Villy Søvndal
- 2010 Søren Pind
- 2011 Lars Løkke Rasmussen
- 2012 Uffe Elbæk
- 2013 Henrik Sass Larsen
- 2014 Henrik Qvortrup
- 2015 Inger Støjberg
- 2016 Bertel Haarder
- 2017 Karsten Lauritzen
- 2018 John Faxe Jensen
- 2019 Mette Frederiksen
- 2020 Søren Brostrøm
- 2021 Dan Jørgensen
- 2022 Søren Pape[3]
- 2023 Magnus Heunicke[3]

## Redaktører gennem tiden
- Johannes Dam, forfatter (1915-17)
- Ludvig Brandstrup, skuespiller, forfatter (1918-20)
- Viggo ”Ærbødigst” Barfoed, digter (1921-22)
- Flemming Lynge, forfatter (1923-24)
- Mogens Dam, tegner og forfatter (1925-1941)
- Jens Locher, forfatter (1942-1951)
- Mogens Dam, tegner og forfatter (1951-1955)
- Arne Ungermann, tegner (1956-1964)
- Henning Gantriis, tegner (1965-1969)
- Børge Outze, chefredaktør (1965-1966-1968)
- Poul ”Poeten” Sørensen, forfatter (1970)
- Arne ”Myggen” Hansen, journalist, radiovært (1971)
- Jørgen Bram, marketingchef (1972-1984)
- Solveig Gervin-Andersen, forlagsredaktør (1972-1981)
- Ib Boye, journalist, revyforfatter (1985-1991)
- Karsten Lindhardt, murer, journalist (1992-1998)
- Paul Schiøtt, elektriker, redaktør (1992-2017)
- Søren Anker Madsen, journalist, forfatter og revyforfatter (2018 - ....)